# Martini International
O Martini International foi um torneio masculino de golfe profissional, que foi disputado entre os anos de 1961 e 1983, na Inglaterra, na Escócia e no País de Gales. Foi integrante do calendário anual do PGA European Tour de 1972 até 1983.
Um recorde foi estabelecido em 1971, durante a segunda rodada do torneio no Royal Norwich Golf Club: o golfista John Hudson, da Inglaterra, foi o primeiro a conseguir dois hole in one (acertar o buraco em apenas uma tacada) em dois buracos consecutivos.